# أوسكار راميريز
أوسكار أنتونيو راميريز إرنانديز (بالإسبانية: Óscar Antonio Ramírez Hernández)‏ (و. 8 ديسمبر 1964)، هو لاعب كرة قدم كوستاريكي سابق، وحالياً (2018) يدرب منتخب كوستاريكا لكرة القدم.
سجل 6 أهداف مع منتخب كوستاريكا في 75 مباراة. وكان ضمن تشكيلة أول منتخب كوستاريكي يتأهل لبطولة كأس العالم لكرة القدم في دروة عام 1990 في إيطاليا.
في أغسطس 2015، عُيّن مديراً للمنتخب الوطني، وقاده للتأهل لكأس العالم 2018.

## روابط خارجية
- أوسكار راميريز على موقع الاتحاد الدولي (مؤرشف)  (الإنجليزية)
- أوسكار راميريز على موقع قاعدة بيانات كرة القدم.إي يو (الإنجليزية)
- أوسكار راميريز على موقع ناشيونال فوتبول تيمز (الإنجليزية)
- أوسكار راميريز على موقع عالم كرة القدم.نت (الإنجليزية)